# Rosulja (biljni rod)
Rosulja (lat. Agrostis), rod trajnica iz porodice travovki. Postoji nekih 200 vrsta raširenih po svim kontinentima.
U Hrvatskoj je prisutno nekoliko vrsta, to su pasja (A. canina), obična ili Rosulja tankolisna (A. capillaris), bizantska (A. castellana), bijela (A. gigantea), kamenjarska rosulja (A. rupestris) i troskot ili rosulja vriježasta (A. stolonifera). A. parlatorei Breistr. sinonm je za Agrostis castellana.
Planinska rosulja (A. alpina Scop.), ponekad se uključuje u rod Alpagrostis. Pješčani treskot, A. subspicata, koji raste i u Hrvatskoj, nekada je uključivan u rod Chaetopogon kao Chaetopogon fasciculatus (Link) Hayek, sinonim za Agrostis.

## Vrste
1. Agrostis alpina Scop.
2. Agrostis ambatoensis Asteg.
3. Agrostis anadyrensis Soczava
4. Agrostis angrenica (Butkov) Tzvelev
5. Agrostis arisan-montana Ohwi
6. Agrostis arvensis Phil.
7. Agrostis atlantica Maire & Trab.
8. Agrostis australiensis Mez
9. Agrostis balansae (Boiss.) Tzvelev
10. Agrostis barceloi L.Sáez & Rosselló
11. Agrostis barikii P.Agnihotri & D.Prasad
12. Agrostis basalis Luces
13. Agrostis bergiana Trin.
14. Agrostis bettyae S.W.L.Jacobs
15. Agrostis blasdalei Hitchc.
16. Agrostis boormanii Vickery
17. Agrostis bourgaei E.Fourn.
18. Agrostis boyacensis Swallen & García-Barr.
19. Agrostis brachiata Munro ex Hook.f.
20. Agrostis brachyathera Steud.
21. Agrostis breviculmis Hitchc.
22. Agrostis burmanica Bor
23. Agrostis calderoniae Acosta
24. Agrostis canina L.
25. Agrostis capillaris L.
26. Agrostis carmichaeli Schult. & Schult.f.
27. Agrostis castellana Boiss. & Reut.
28. Agrostis clavata Trin.
29. Agrostis clemensorum Bor
30. Agrostis comorensis A.Camus
31. Agrostis congestiflora Tutin & E.F.Warb.
32. Agrostis continuata Stapf
33. Agrostis crinum-urai Mez
34. Agrostis cypricola H.Lindb.
35. Agrostis czernjaginae Prob.
36. Agrostis decaryana A.Camus
37. Agrostis delislei Hemsl.
38. Agrostis densiflora Vasey
39. Agrostis diemenica D.I.Morris
40. Agrostis diffusa S.M.Phillips
41. Agrostis divaricatissima Mez
42. Agrostis dshungarica (Tzvelev) Tzvelev
43. Agrostis dyeri Petrie
44. Agrostis elliotii Hook. ex Scott Elliot
45. Agrostis elliottiana Schult.
46. Agrostis emirnensis (Baker) Bosser
47. Agrostis exarata Trin.
48. Agrostis filipes Hook.f.
49. Agrostis flaccida Hack.
50. Agrostis foliata Hook.f.
51. Agrostis gariana Taheri
52. Agrostis ghiesbreghtii E.Fourn.
53. Agrostis gigantea Roth
54. Agrostis glabra (J.Presl) Kunth
55. Agrostis goughensis C.E.Hubb.
56. Agrostis gracilifolia C.E.Hubb.
57. Agrostis gracililaxa Franco
58. Agrostis griffithiana (Hook.f.) Bor
59. Agrostis hallii Vasey
60. Agrostis hendersonii Hitchc.
61. Agrostis hesperica Romero García, Blanca & C.Morales
62. Agrostis hideoi Ohwi
63. Agrostis hirta Veldkamp
64. Agrostis holgateana C.E.Hubb.
65. Agrostis hookeriana C.B.Clarke ex Hook.f.
66. Agrostis hooveri Swallen
67. Agrostis howellii Scribn. ex Vasey
68. Agrostis hugoniana Rendle
69. Agrostis humbertii A.Camus
70. Agrostis hyemalis (Walter) Britton, Sterns & Poggenb.
71. Agrostis idahoensis Nash
72. Agrostis imbecilla Zotov
73. Agrostis imberbis Phil.
74. Agrostis inaequiglumis Griseb.
75. Agrostis inconspicua Kunze
76. Agrostis infirma Buse
77. Agrostis innominata Enustsch.
78. Agrostis insularis Rúgolo & A.M.Molina
79. Agrostis isopholis C.E.Hubb.
80. Agrostis jahnii Luces
81. Agrostis joyceae S.W.L.Jacobs
82. Agrostis juressi Link
83. Agrostis keniensis Pilg.
84. Agrostis kilimandscharica Mez
85. Agrostis kolymensis Kuvaev & A.P.Khokhr.
86. Agrostis korczaginii Senjan.-Korcz.
87. Agrostis kurczenkoae Prob.
88. Agrostis lacuna-vernalis P.M.Peterson & Soreng
89. Agrostis laegaardii A.M.Molina & Rúgolo
90. Agrostis laxissima Swallen
91. Agrostis lazica Balansa
92. Agrostis lehmannii Swallen
93. Agrostis lenis Roseng.
94. Agrostis leptotricha É.Desv.
95. Agrostis longiberbis Hack. ex L.B.Sm.
96. Agrostis mackliniae Bor
97. Agrostis mannii (Hook.f.) Stapf
98. Agrostis marojejyensis A.Camus
99. Agrostis masafuerana Pilg.
100. Agrostis media Carmich.
101. Agrostis mertensii Trin.
102. Agrostis meyenii Trin.
103. Agrostis micrantha Steud.
104. Agrostis microphylla Steud.
105. Agrostis montevidensis Spreng. ex Nees
106. Agrostis muelleriana Vickery
107. Agrostis munroana Aitch. & Hemsl.
108. Agrostis muscosa Kirk
109. Agrostis musjidii Rajeswari, R.R.Rao & Arti Garg
110. Agrostis myriantha Hook.f.
111. Agrostis nebulosa Boiss. & Reut.
112. Agrostis nervosa Nees ex Trin.
113. Agrostis neshatajevae Prob.
114. Agrostis nevadensis Boiss.
115. Agrostis nevskii Tzvelev
116. Agrostis obtusissima Hack.
117. Agrostis olympica (Boiss.) Bor
118. Agrostis oregonensis Vasey
119. Agrostis oresbia Edgar
120. Agrostis pallens Trin.
121. Agrostis pallescens Cheeseman
122. Agrostis parviflora R.Br.
123. Agrostis paulsenii Hack.
124. Agrostis peninsularis Hook.f.
125. Agrostis perennans (Walter) Tuck.
126. Agrostis personata Edgar
127. Agrostis peschkovae Enustsch.
128. Agrostis petriei Hack.
129. Agrostis philippiana Rúgolo & De Paula
130. Agrostis pilgeriana C.E.Hubb.
131. Agrostis pilosula Trin.
132. Agrostis pittieri Hack.
133. Agrostis platensis Parodi
134. Agrostis pourretii Willd.
135. Agrostis producta Pilg.
136. Agrostis propinqua S.W.L.Jacobs
137. Agrostis quinqueseta (Steud.) Hochst.
138. Agrostis reuteri Boiss.
139. Agrostis rossiae Vasey
140. Agrostis rupestris All.
141. Agrostis salaziensis C.Cordem. ex Cordem.
142. Agrostis salsa Korsh.
143. Agrostis sandwicensis Hillebr.
144. Agrostis scabra Willd.
145. Agrostis scabrifolia Swallen
146. Agrostis schaffneri E.Fourn.
147. Agrostis schischkinii Paszko
148. Agrostis schleicheri Jord. & Verl.
149. Agrostis schraderiana Bech.
150. Agrostis sclerophylla C.E.Hubb.
151. Agrostis serranoi Phil.
152. Agrostis setacea Curtis
153. Agrostis sichotensis Prob.
154. Agrostis sinocontracta S.M.Phillips & S.L.Lu
155. Agrostis sinorupestris L.Liu ex S.M.Phillips & S.L.Lu
156. Agrostis sozanensis Hayata
157. Agrostis stolonifera L.
158. Agrostis subpatens Hitchc.
159. Agrostis subrepens (Hitchc.) Hitchc.
160. Agrostis subspicata (Willd.) Raspail
161. Agrostis subulata Hook.f.
162. Agrostis subulifolia Stapf
163. Agrostis tateyamensis Tateoka
164. Agrostis taylorii C.E.Hubb.
165. Agrostis tenerrima Trin.
166. Agrostis thompsoniae S.W.L.Jacobs
167. Agrostis tibestica Miré & Quézel
168. Agrostis tilenii Nieto Fel. & Castrov.
169. Agrostis tolucensis Kunth
170. Agrostis trachychlaena C.E.Hubb.
171. Agrostis trachyphylla Pilg.
172. Agrostis tsaratananensis A.Camus
173. Agrostis tsiafajavonensis A.Camus
174. Agrostis tsitondroinensis A.Camus
175. Agrostis turinensis Tzvelev
176. Agrostis turrialbae Mez
177. Agrostis tuvinica Peschkova
178. Agrostis uliginosa Phil.
179. Agrostis umbellata Colla
180. Agrostis ushae Noltie
181. Agrostis valvata Steud.
182. Agrostis variabilis Rydb.
183. Agrostis venezuelana Mez
184. Agrostis vidalii Phil.
185. Agrostis vinealis Schreb.
186. Agrostis virescens Kunth
187. Agrostis volkensii Stapf
188. Agrostis wacei C.E.Hubb.
189. Agrostis zenkeri Trin.
190. Agrostis ×amurensis Prob.
191. Agrostis ×aquitanica Romero Zarco & Romero Garcia
192. Agrostis ×avatschensis Prob.
193. Agrostis ×bjoerkmanii Widén
194. Agrostis ×castriferrei Waisb.
195. Agrostis ×clavatiformis Prob.
196. Agrostis ×dimorpholemma Ohwi
197. Agrostis ×gigantifera Portal
198. Agrostis ×hegetschweileri Brügger
199. Agrostis ×lapenkoi Prob.
200. Agrostis ×lapponica Montell
201. Agrostis ×murbeckii Fouill.
202. Agrostis ×novograblenovii Prob.
203. Agrostis ×paramushirensis Prob.
204. Agrostis ×sanionis Asch. & Graebn.
205. Agrostis ×stebleri (Asch. & Graebn.) Portal
206. Agrostis ×subclavata Prob.
207. Agrostis ×torgesii Portal
208. Agrostis ×ussuriensis Prob.